# Meistriliiga (2011)
Meistriliiga 2011 była 21. edycją najwyższej klasy rozgrywkowej piłki nożnej w Estonii. 
Brało w niej udział 10 drużyn, które w okresie od 5 marca do 5 listopada 2011 rozegrały 36 kolejek meczów. Tytuł mistrzowski obroniła drużyna Flora Tallinn zdobywając drugi tytuł z rzędu, a dziewiąty w swojej historii.

## Uczestniczące drużyny
| Uczestnicy poprzedniej edycji | Uczestnicy poprzedniej edycji | Uczestnicy poprzedniej edycji | Uczestnicy poprzedniej edycji |
| --- | ----------------------------- | ----------------------------- | ----------------------------- |
| FLO | Flora Tallinn                 | Tallinn                       | 1                             |
| LEV | Levadia Tallinn               | Tallinn                       | 2                             |
| NVA | JK Narva Trans                | Narwa                         | 3                             |
| NÕM | Nõmme Kalju                   | Tallinn                       | 4                             |
| SLK | JK Sillamäe Kalev             | Sillamäe                      | 5                             |
| TMT | Tartu JK Tammeka              | Tartu                         | 6                             |
| VTU | Viljandi Tulevik              | Viljandi                      | 7                             |
| PAI | Paide Linnameeskond           | Paide                         | 8                             |
| po barażach |                               |                               |                               |
| KUR | FC Kuressaare                 | Kuressaare                    | 9                             |
| Awans z Esiliigi |                               |                               |                               |
| AJX | Lasnamäe FC Ajax              | Tallinn                       | 3                             |
| |                               |                               |                               |
| FCV | FC Viljandi                   | Viljandi                      | [ a ]                         |
| Oznaczenia: - kolumna pierwsza – skróty nazw drużyn, - kolumna trzecia – siedziba klubu, - kolumna czwarta – miejsce zajęte w poprzednim sezonie. |                               |                               |                               |

## Tabela
| Lp. | Drużyna             | M  | Z  | R  | P  | B+  | B–  | +/–  | Pkt | Kwalifikacja lub spadek                      |
| --- | ------------------- | -- | -- | -- | -- | --- | --- | ---- | --- | -------------------------------------------- |
| 1   | Flora Tallinn (M)   | 36 | 26 | 8  | 2  | 100 | 24  | +76  | 86  | Liga Mistrzów UEFA • II runda kwalifikacyjna |
| 2   | Nõmme Kalju         | 36 | 24 | 7  | 5  | 82  | 23  | +59  | 79  | Liga Europy UEFA • I runda kwalifikacyjna    |
| 3   | Narva Trans         | 36 | 22 | 7  | 7  | 107 | 29  | +78  | 73  | Liga Europy UEFA • I runda kwalifikacyjna    |
| 4   | Levadia Tallinn (P) | 36 | 21 | 10 | 5  | 76  | 25  | +51  | 73  | Liga Europy UEFA • I runda kwalifikacyjna    |
| 5   | Sillamäe Kalev      | 36 | 17 | 3  | 16 | 77  | 59  | +18  | 54  |                                              |
| 6   | Paide Linnameeskond | 36 | 13 | 6  | 17 | 40  | 51  | −11  | 45  |                                              |
| 7   | Tartu Tammeka       | 36 | 11 | 6  | 19 | 57  | 75  | −18  | 39  |                                              |
| 8   | Viljandi            | 36 | 8  | 6  | 22 | 37  | 69  | −32  | 30  |                                              |
| 9   | Kuressaare (B, O)   | 36 | 7  | 5  | 24 | 28  | 68  | −40  | 26  | baraż o Meistriliiga                         |
| 10  | Ajax Lasnamäe (S)   | 36 | 0  | 4  | 32 | 11  | 192 | −181 | 4   | spadek do Esiliiga                           |

## Wyniki
| Gospodarz \ Gość    | AJX | FLO | KUR | LEV | NAR | NÕM | PAI | SIL | TAM | VIL | AJX  | FLO  | KUR | LEV | NAR  | NÕM | PAI | SIL | TAM | VIL |
| ------------------- | --- | --- | --- | --- | --- | --- | --- | --- | --- | --- | ---- | ---- | --- | --- | ---- | --- | --- | --- | --- | --- |
| Ajax Lasnamäe       |     | 0–3 | 2–2 | 1–4 | 0–7 | 0–3 | 1–2 | 1–5 | 0–3 | 0–0 |      | 0–11 | 3–5 | 0–7 | 0–12 | 0–7 | 0–6 | 0–7 | 0–3 | 0–4 |
| Flora Tallinn       | 6–0 |     | 3–0 | 0–1 | 3–0 | 3–3 | 2–1 | 2–2 | 1–0 | 0–0 | 13–1 |      | 2–1 | 3–0 | 1–1  | 1–0 | 2–1 | 4–0 | 3–2 | 4–0 |
| Kuressaare          | 1–1 | 0–1 |     | 1–5 | 0–2 | 0–1 | 1–0 | 0–1 | 4–1 | 0–2 | 0–0  | 0–3  |     | 0:- | 0–2  | 0–2 | 2–1 | 1–2 | 0–2 | 3–0 |
| Levadia Tallinn     | 3–0 | 1–1 | 2–1 |     | 2–1 | 1–3 | 0–1 | 4–1 | 2–2 | 2–1 | 6–0  | 1–1  | 4–0 |     | 1–1  | 0–1 | 0–0 | 3–2 | 3–0 | 2–0 |
| Narva Trans         | 7–0 | 0–2 | 4–0 | 1–1 |     | 1–3 | 3–0 | 1–0 | 4–1 | 5–0 | 14–0 | 1–1  | 4–0 | 0–2 |      | 3–2 | 3–0 | 2–3 | 4–0 | 5–0 |
| Nõmme Kalju         | 4–0 | 0–1 | 1–1 | 1–1 | 1–1 |     | 0–0 | 1–2 | 4–0 | 3–0 | 3–0  | 3–0  | 3–0 | 1–1 | 1–0  |     | 1–2 | 3–0 | 3–1 | 2–1 |
| Paide Linnameeskond | 1–0 | 1–2 | 4–1 | 0–0 | 0–1 | 0–3 |     | 1–0 | 2–2 | 2–1 | 4–0  | 1–4  | 1–0 | 0–3 | 0–1  | 0–5 |     | 0–1 | 2–1 | 2–0 |
| Sillamäe Kalev      | 7–0 | 0–1 | 1–1 | 1–2 | 0–3 | 1–1 | 2:- |     | 2–3 | 2–0 | 7–0  | 0–6  | 3–0 | 0–2 | 2–5  | 0–3 | 4–0 |     | 5–1 | 5–0 |
| Tartu Tammeka       | 5–0 | 0–0 | 2–1 | 0–5 | 1–1 | 2–3 | 2–2 | 1–4 |     | 1–1 | 9–0  | 1–4  | 1–0 | 0–4 | 1–4  | 0–1 | 1–2 | 2–0 |     | 1–3 |
| Viljandi            | 3–1 | 0–2 | 2–0 | 0–1 | 0–0 | 0–3 | 1–0 | 2–3 | 1–2 |     | 8–0  | 2–4  | 0–2 | 0–0 | 1–3  | 0–3 | 1–1 | 3–2 | 0–3 |     |

1. ↑  Mecz 19. kolejki (9.07) między Kuressaare a Levadia Tallinn anulowano. Zwycięstwo przyznano Kuressaare, ponieważ Levadia wystawiła zawieszonego zawodnika[3]. Mecz zakończył się wynikiem 0–2.
2. ↑  Mecz 3. kolejki (19.03) między Sillamäe Kalev a Paide Linnameeskond anulowano. Zwycięstwo przyznano Sillamäe, ponieważ Paide wystawiło nieuprawnionego zawodnika[4]. Mecz zakończył się wynikiem 2–0.

## Baraż o Meistriliiga
Kuressaare wygrał 5-1 dwumecz z Infonet Tallinn drugą drużyną Esiliiga o miejsce w Meistriliiga na sezon 2012.
| 13 listopada 2011 | Infonet Tallinn | 0:1   | Kuressaare                |                                                                     |
| 12:00             |                 | (0:1) | 2' (sam.) Andrei Borissov | Lasnamäe KJH kunstmuruväljak, Tallinn Widzów: 187 Sędzia: Jaan Roos |

| 19 listopada 2011 | Kuressaare                                                                  | 4:1   | Infonet Tallinn      |                                                                    |
| 12:00             | Martti Pukk 41' · Elari Valmas 60' · Sander Viira 85' · Märten Pajunurm 88' | (1:0) | 61' Andrei Timofejev | Kuressaare linnastaadion, Kuressaare Widzów: 135 Sędzia: Eiko Saar |

## Najlepsi strzelcy
| Bramki | Strzelcy              | Drużyna         |
| ------ | --------------------- | --------------- |
| 46     | Aleksandrs Čekulajevs | Narva Trans     |
| 22     | Tarmo Neemelo         | Nõmme Kalju     |
| 22     | Albert Prosa          | Tartu Tammeka   |
| 21     | Henri Anier           | Flora Tallinn   |
| 20     | Vitali Leitan         | Levadia Tallinn |
| 17     | Maksim Gruznov        | Narva Trans     |
| 16     | Jüri Jevdokimov       | Nõmme Kalju     |
| 16     | Kristen Viikmäe       | Nõmme Kalju     |
| 14     | Aleksei Aleksejev     | Sillamäe Kalev  |
| 14     | Aleksandr Nikulin     | Sillamäe Kalev  |

Źródło:

## Stadiony
| Ajax Lasnamäe  |
| -------------- |
| Ajaxi staadion |
|                |

| Flora Tallinn   |
| --------------- |
| A. Le Coq Arena |
|                 |

| Kuressaare               |
| ------------------------ |
| Kuressaare linnastaadion |
|                          |

| Narva Trans               |
| ------------------------- |
| Narva Kreenholmi staadion |
|                           |

| Nõmme Kalju   |
| ------------- |
| Hiiu staadion |
|               |

| Levadia Tallinn  |
| ---------------- |
| Stadion Kadriorg |
|                  |

| Paide Linnameeskond           |
| ----------------------------- |
| Stadion Paide Ühisgümnaasiumi |
|                               |

| Sillamäe Kalev         |
| ---------------------- |
| Stadion Sillamäe Kalev |
|                        |

| Tartu Tammeka  |
| -------------- |
| Tamme staadion |
|                |

| Viljandi               |
| ---------------------- |
| Viljandi linnastaadion |
|                        |

Źródło: